# Église Saint-Pantaléon de Chamois
L'église Saint-Pantaléon est une église catholique située à Chamois, en Vallée d'Aoste, dans l'Italie nord-occidentale.

## Historique
Le territoire de Chamois appartient à la paroisse d'Antey-Saint-André jusqu’au XVIIe siècle. La fondation de la paroisse dépend du curé d’Antey, Martin Jeanthon, originaire de Chamois : à sa demande, l’église paroissiale est consacrée le 21 juillet 1681 par l’évêque d’Aoste, Antoine-Philibert Bailly, en remplacement d’un rectorat présent depuis 1621. Elle est ensuite agrandie et transformée, prenant sa forme actuelle en 1838,.
En 1844, à côté de l’église, on construit l’actuelle maison paroissiale, qui sert de logement pour le curé, mais aussi d’école et de poste de premiers secours.